# 李娑固
李娑固（7世纪?—720年），是契丹大贺氏首领，唐朝松漠都督府都督，窟哥的孙子，李失活的堂弟。
开元六年（718年）五月，李失活逝世，唐朝以中郎将李娑固袭封松漠府都督、松漠郡王。开元七年（719年）四月，向唐朝献马。十一月，李娑固与永乐公主赴长安（今陕西省西安市）来朝，唐玄宗在内殿赐宴，李娑固是第二个迎娶唐朝公主的契丹首领。静析军副使可突（《资治通鉴》作可突干）骁勇，深得众心，李娑固想除掉他。开元八年（720年），事情败露，可突于反攻李娑固，李娑固投奔营州（今辽宁省朝阳市）。营州都督许钦澹令薛泰率领骁勇五百人，又徵奚王李大酺和娑固联合众讨伐可突于。官军不胜，李娑固、李大酺临阵被可突于所杀，薛泰被生擒。许钦澹移军西入渝关。
| 前任： 李失活 | 契丹首领 松漠都督府都督 718年—720年 | 繼任： 李鬱 |